# ویلتون ئی. هال
ویلتون ئی. هال (به انگلیسی: Wilton Earle Hall) سناتور سابق عضو حزب دموکرات ایالات متحده آمریکا بود. وی در سال ۱۹۴۴ تا ۱۹۴۵ میلادی سناتور ایالت کارولینای جنوبی در سنای ایالات متحده آمریکا بود.